# 카피르감자
카피르감자(영어: kaffir potato) 또는 리빙스턴감자(영어: Livingston potato)는 꿀풀과에 속하는 식물이다. 하우사감자보다 경작하기 어렵지만 더 큰 양을 수확할 수 있다.

## 역사
카피르감자의 원산지는 아프리카 남부의 열대 지방이다. 이 작물은 처음으로 나이지리아와 중앙아프리카 공화국의 나이저강 윗쪽, 하우사인 지역에 재배되었다.